# ジェフ・ウラウブ
ジェフリー・ロバート・ウラウブ（Jeffrey Robert Urlaub, 1987年4月24日 - ）はアメリカ合衆国アリゾナ州スコッツデール出身の元プロ野球選手（投手）。左投左打。

## 経歴
2005年のMLBドラフトでタンパベイ・デビルレイズから26巡目で指名されたが入団しなかった。
2008年のMLBドラフトでフロリダ・マーリンズから47巡目で指名されたが入団しなかった。
2010年のMLBドラフトでオークランド・アスレチックスから30巡目（全体905位）で指名され入団。契約後、傘下のルーキー級アリゾナリーグ・アスレチックスでプロデビュー。
2012年に、第3回WBC予選のイスラエル代表に選出された。
2014年には傘下AAA級サクラメント・リバーキャッツまで昇格したが、メジャーデビューすることなく、2016年3月30日にFAとなった。
その後は4月17日に独立リーグ・アトランティックリーグのサザンメリーランド・ブルークラブスと契約したが、14試合に登板して1敗、防御率6.55と結果を残せず、6月2日に退団と現役引退を発表した。

## 詳細情報

### 代表歴
- 2013 ワールド・ベースボール・クラシック・イスラエル代表